# Frozen (Sentenced)
Frozen è il quinto album in studio del gruppo musicale finlandese Sentenced, pubblicato il 15 luglio 1998 dalla Century Media Records.
L'anno successivo ne è stata pubblicata una versione limitata (Gold) con una lista tracce modificata, in cui figuravano quattro reinterpretazioni registrate nel dicembre 1998 presso i Tico-Tico Studio di Kemi (Finlandia). Nel 2007 è stato ripubblicato in edizione rimasterizzata con l'ordine iniziale e con le cover poste alla fine.

## Tracce

### Edizione standard
1. Kaamos – 1:33
2. Farewell – 3:44
3. Dead Leaves – 5:26
4. For the Love I Bear – 3:28
5. One with Misery – 3:36
6. The Suicider – 3:43
7. The Rain Comes Falling Down – 6:18
8. Grave Sweet Grave – 3:11
9. Burn – 2:46
10. Drown Together – 5:08
11. Let Go (The Last Chapter) – 4:24
12. Mourn – 4:44

### Gold Edition
1. The Suicider – 3:43
2. Dead Leaves – 5:26
3. For the Love I Bear – 3:28
4. Creep – 3:54 – originariamente interpretata dai Radiohead
5. Digging the Grave – 2:57 – originariamente interpretata dai Faith No More
6. Kaamos – 1:32
7. Farewell – 3:44
8. One with Misery – 3:35
9. Grave Sweet Grave – 3:55
10. Burn – 2:46
11. Drown Together – 5:09
12. Let Go (The Last Chapter) – 4:25
13. The Rain Comes Falling Down – 6:17
14. Mourn – 4:43
15. I Wanna Be Somebody – 3:30 – originariamente interpretata dai W.A.S.P.
16. House of the Rising Sun (2.6 per Mil) – 4:07 – originariamente interpretata dai The Animals

## Formazione
Gruppo
- Ville Laihiala – voce
- Miika Tenkula – chitarra
- Sami Lopakka – chitarra
- Sami Kukkohovi – basso
- Vesa Ranta – batteria

Altri musicisti
- Birgit Zacher – voce femminile
- Waldemar Sorychta – tastiera